# Hugo Distler (patinage artistique)
Cet article concerne un patineur artistique autrichien. Pour l'organiste et compositeur allemand, voir Hugo Distler.
Hugo Distler est un patineur artistique autrichien. 

## Biographie

### Carrière sportive
Il remporte la médaille de bronze aux Championnats du monde de patinage artistique 1928 et la médaille de bronze au Championnat d'Europe de patinage artistique 1927 et 1931. 
Au niveau national, il est deuxième des Championnats d'Autriche en 1930 et 1931 et troisième en 1924 et 1928.

## Palmarès
| Compétition             | 1924 | 1925 | 1926 | 1927 | 1928 | 1929 | 1930 | 1931 | 1932 |
| Jeux olympiques d'hiver |      |      |      |      |      |      |      |      |      |
| Championnats du monde   |      |      |      |      | 3e   | 5e   |      | 4e   |      |
| Championnats d’Europe   |      |      | 7e   | 2e   |      |      |      | 3e   | 4e   |
| Championnats d'Autriche | 3e   |      |      |      | 3e   |      | 2e   | 2e   |      |